# فلسفه (نشریه)
فلسفه نشریه گروه فلسفه دانشگاه تهران است که به سردبیری حمید طالب‌زاده منتشر می‌شود و دارای درجه علمی-پژوهشی است. این مجله به صورت فصلنامه منتشر می‌شود. برخی شماره‌ها به زبان انگلیسی است. این فصلنامه از سال ۱۳۵۵ شمسی منتشر می‌شود، قدیمی‌ترین مجله تخصصی فلسفه به زبان فارسی است.